# 23. SS Freiwilligen-Panzergrenadier-Division Nederland (niederländische Nr. 1)
De 23. SS Freiwilligen-Panzergrenadier-Division Nederland (niederlandische Nr. 1) was een divisie van de Waffen-SS. De divisie werd opgericht op 10 februari 1945 uit de 4e SS Freiwilligen-Panzergrenadier-Brigade Nederland en gaf zich in mei 1945 over aan Amerikaanse troepen.
De divisie heeft tijdens haar hele bestaan aan het oostfront gevochten, hoewel ze zich op het einde van de oorlog overgaf aan de Amerikanen.

## Geschiedenis

### Wapenfeiten in 1945
Toen in februari 1945 de 4. SS Freiwilligen-Panzergrenadier-Brigade Nederland zware verliezen had geleden, besloot de top van de Waffen-SS om de brigade bij de 11. SS-Freiwilligen-Panzergrenadier-Division Nordland te voegen. Na protest van de Nationaal-Socialistische Beweging (NSB) werd deze beslissing teruggedraaid. In plaats van op te gaan in een andere divisie, werd de Brigade Nederland ‘opgewaardeerd’ tot het niveau van divisie, hoewel ze maar 1000 gevechtsklare soldaten ter beschikking had. Na haar oprichting werd de divisie bij het 11e Leger gevoegd.
Ondanks haar zwakke status nam de divisie Nederland deel aan Operatie Sonnenwende en de gevechten nabij Altdamm bij Stettin, Pommeren. In april werd de divisie opgesplitst in twee kampfgruppes, elk gebaseerd op een van de twee SS Panzergrenadier-Regimenten in de divisie. Kampfgruppe Seyffardt, met als kern SS Panzergrenadier-Regiment 48, werd naar het zuiden van het front gestuurd, terwijl Kampfgruppe de Ruyter, met als kern SS Panzergrenadier-Regiment 49, aan de noordelijke sector van het Oderfront bleef.
De beslissende aanval van de Sovjets, die startte op 16 april, had tegen 25 april de Duitse linies volledig verpletterd. Beide kampfgruppen namen tijdens deze periode deel aan zware gevechten en verloren het contact met elkaar. Kampfgruppe de Ruyter werd teruggedreven tot het stadje Parchim. Op 3 mei werd de kampfgruppe aangevallen door een groot aantal Russische tanks maar wist de aanval tegen te houden en de speerpunt te vernietigen. Toen er geruchten rondgingen over de naderende Amerikanen, brak kampfgruppe de Ruyter uit naar het westen en gaf zich over aan de Amerikanen. De soldaten werden overgebracht naar een krijgsgevangenkamp nabij Kraak (Rastow).
Kampfgruppe Seyffardt werd door de Sovjets naar het zuiden gedreven, naar het gebied rond Halbe. Daar werden de restanten van de kampfgruppe opgenomen door de 15. Waffen-Grenadier-Division der SS (lettische Nr. 1). Tijdens de enorm zware gevechten van de slag om Halbe werd de kampfgruppe volledig vernietigd.
Overlevenden van de divisie stonden na de oorlog in Nederland terecht voor hun daden. Verschillende hebben de doodstraf gekregen, maar hun straf werd ofwel door de Bijzondere Raad van Cassatie omgezet in een gevangenisstraf ofwel kregen zij uiteindelijk gratie. Niemand is in het kader van de Bijzondere Rechtspleging voor het in vreemde krijgsdienst treden geëxecuteerd.

## Bekende oorlogsmisdaden
Vijf officieren van de divisie hebben gediend in de concentratiekampen. Dit getal bevat ook officieren die voor of na hun dienst in de divisie in de kampen hebben gediend.

## Commandant
| Rang                                             | Naam          | Begindatum       | Einddatum  | Opmerking                                                |
| ------------------------------------------------ | ------------- | ---------------- | ---------- | -------------------------------------------------------- |
| SS-Brigadeführer en Generalmajor in de Waffen-SS | Jürgen Wagner | 10 februari 1945 | 6 mei 1945 | Op 6 mei 1945 krijgsgevangen gemaakt door de Amerikanen. |

Commandanten van de voorgaande formaties zijn in dit stuk niet opgenomen.

## Samenstelling
- SS-Freiwilligen-Panzergrenadier-Regiment 48
- SS-Freiwilligen-Panzergrenadier-Regiment 49
- SS-Artillerie-Regiment 23
- SS-Nachrichten-Abteilung 23
- SS-Panzerjäger-Abteilung 23
- SS-Pionier-Bataillon 23
- SS-Flak-Abteilung 23
- SS-Feldersatz-Bataillon 23
- SS-Nachschubtruppen 23